# Carapa batesii
Espèce
Carapa batesii C. DC. est une espèce de plantes de la famille des Meliaceae et du genre Carapa, endémique du Cameroun.

## Étymologie
Son épithète spécifique batesii rend hommage au naturaliste américain George Latimer Bates qui l'a récoltée en 1897 à Mfoua.

## Description
Carapa batesii est un arbre d’environ 1,8 à 3 mètres. On le trouve dans les prairies à une altitude comprise entre 40 et 500 mètres.

## Distribution
Relativement rare, endémique, l'espèce a été observée au Cameroun sur un site de la Région du Centre (Nanga Eboko) et deux sites dans la Région du Sud : Mfoua (Ma'an,  près de Batanga et parc national de Campo-Ma'an).